# Aiapæc

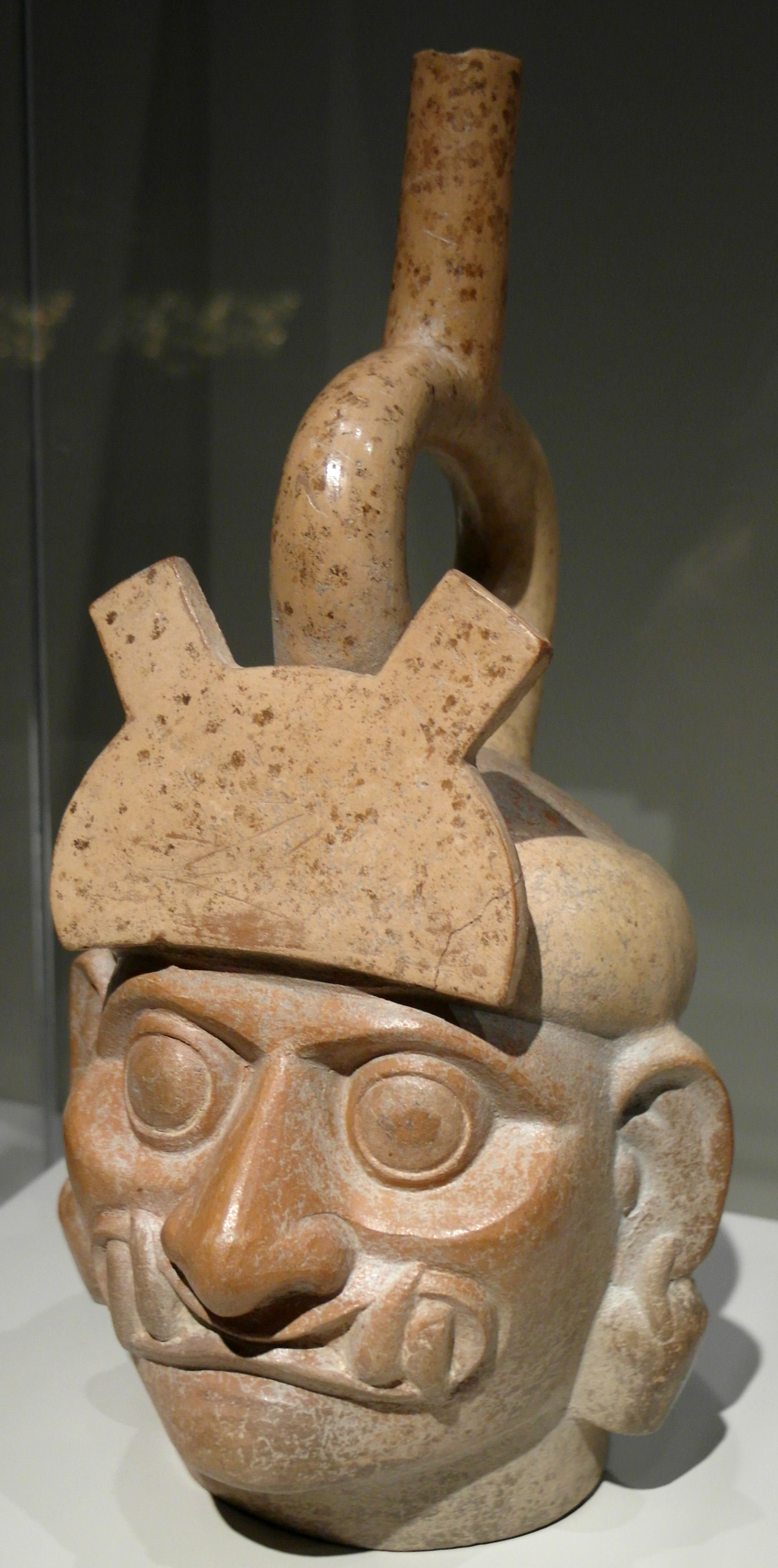
Huaco retrato moche que ha sido identificado como representando a este personaje mítico.

El personaje de cinturones de serpientes, el dios moche de las montañas, el Aiapæc (del mochica colonial aiapæc ‘hacedor’, por referencia al Dios cristiano) o el Wrinkled Face (en inglés ‘rostro arrugado’)  es un personaje de la iconografía moche, identificado modernamente por los arqueólogos, y que ha sido postulado como una deidad creadora e, incluso, como la deidad suprema del panteón moche. Se estima que tenía también el poder de someter y restablecer un orden, esto último representado en su poder de decapitar y degollar. Habría sido un dios protector, tal vez el más temido y adorado.
La identificación inicial de este personaje iconográfico corresponde a Rafael Larco Hoyle. Sin embargo, análisis más contemporáneos han cuestionado que las representaciones iconográficas categorizadas previamente como el Aiapæc correspondan a un único personaje mítico en vez de dos o más diferentes entre sí.

## Denominaciones
Como es esperable, todas las denominaciones utilizadas para este personaje son modernas, acuñadas por los arqueólogos en el siglo XX. La más usada y conocida, Aiapæc (y sus variantes ortográficas), fue acuñada por Larco Hoyle tomando una palabra de la lengua mochica virreinal. Por su parte, Chirstopher Donnan acuñó el nombre en inglés Wrinkled Face (traducible como ‘personaje del rostro arrugado’), que ha sido usado sin traducción en textos en castellano. Luis Jaime Castillo utiliza la frase descriptiva «personaje antropomórfico de cinturones de serpientes»; mientras que, en sus propios análisis iconográficos de huacos "narrativos", Krzysztof Makowski identifica al Wrinkled Face o Aiapæc con el personaje que él denomina Mellizo Terrestre. El mismo Makowski, así como Santiago Uceda y Edward de Bock usan la denominación dios de las montañas o divinidad de los cerros. Otros lo denominan dios degollador.[cita requerida]
La utilización de un nombre de origen mochica para este personaje se debe a la atribución de este idioma a la cultura Moche. Esta atribución, asumida por Larco, es hoy considerada inmotivada y casi imposible de probar. En concreto, aiapæc es un verbo nominalizado mediante el nominalizador de agente -(V)pæc. La raíz aia- significaba en mochica colonial ‘hacer’, por lo que el derivado significa ‘el que hace, el hacedor, el creador’. Aparece en las fuentes documentales de esta lengua para referir al Dios cristiano, especialmente a Dios Padre en el Credo. Se trata de un epíteto utilizado con ese fin complementariamente con otros, como chicopæc ‘creador’, funocopæc ‘alimentador, sustentador’ o capæcnæmcæpæc ‘abogado’. Ninguno de ellos aparece documentado en ninguna parte para referir a alguna divinidad pagana ni a un personaje mitológico ni a un ídolo. Es posible que estos hayan sido nombres o epítetos de divinidades preexistentes a la invasión española, pero no existe ninguna evidencia en ese sentido, y es probable que hayan sido acuñados por los misioneros cristianos. Estas consideraciones han llevado a criticar el uso de este nombre para el personaje de los cinturones de serpientes.
El epíteto aiapæc ‘hacedor’ aparece por primera vez escrito como <ayàpuc> en el Credo en el Rituale seu Manuale Peruanum de 1607, compilado por Luis Jerónimo de Oré. En la gramática de 1644 de Fernando de la Carrera, la fuente más importante sobre esta lengua, en su forma de nominativo no poseída aparece escrito como <aiapæc>, con la letra ligada latina <æ>. Debe recordarse que la ortografía carreriana de esta lengua representaba con <æ> una vocal cuya pronunciación exacta es materia de polémica entre los investigadores. Así, la pronunciación colonial de la palabra debe haber sido cercana a *[ajapøk], *[ajapɘʊk], *[ajapɘk] o *[ajapʷɨk]. Modernamente, entre los arqueólogos es común su escritura como <Aiapaec>, desligando el diptongo latino, y como <Aiapoec>, atribuible a la edición de 1939 de la gramática carreriana dirigida por Radamés Altieri, quien transcribe sistemáticamente la <æ> de la edición príncipe por <œ>. Larco escribió <Aiapaec> o, por razones no determinadas, <Ai.apaec>, con un punto intercalado. Esta última forma es la que explica que gran cantidad de textos contemporáneos escriban <Ai Apaec>, <Ai-Apaec> o <Aia Paec>, separando lo que fue originalmente una sola palabra. A su vez, esto último explica que el personaje de Marvel Comics inspirado en este personaje iconográfico se llame Ai Apaec.

## Representaciones
La representación más conocida de este personaje es tardía: la que se aprecia en los murales de las Huacas del Sol y de la Luna, donde se lo presenta con un rostro humano masculino con colmillos de felino y olas marinas rodeándolo. Se ha hipotetizado que estos murales deben su existencia a la apropiación del personaje por parte de la elite social moche para legitimar su poder.[cita requerida]
Algunos arqueólogos han evaluado el desarrollo de la iconocrafía en el tiempo como mostrando un proceso de antropomorfización progresiva, es decir, en que el personaje habría ido adquiriendo progresivamente más rasgos humanos.[cita requerida] De acuerdo con este análisis:
- En la metalurgia por ejemplo, presenta forma arácnida u octópoda, con 8 patas o tentáculos y un rostro antropomorfo con colmillos de jaguar, y nariz de primate.[cita requerida]
- En la cerámica es más humano- antropomórfico-, suele tener cabezas en sus manos y en ocasiones dos serpientes que brotan de su cabeza. Esta característica se ve en algunos retratos murales en donde las serpientes se confunden con olas del mar. Se especula que esto se debe a que los mochicas desarrollaron sus actividades cerca del mar, pero también se puede entender que los mochicas consideraban al mar como el nido creador de la vida. Y su destino - la otra vida..[cita requerida]

El significado de las serpientes brotando de la cabeza del dios es una de las características de la cultura peruana que han sido malinterpretadas por la era moderna. Los estudios recientes de Astronomía y antropología demuestran que las serpientes son constelaciones negras en el firmamento del hemisferio sur.[cita requerida] Su ubicación es importante para la predicción de las lluvias, en tanto que su aparición en el cielo de la noche es también asociado a la abundancia de cultivos, roedores y aparición de serpientes en el campo. Se ha planteado que las serpientes saliendo de la cabeza del dios creador podrían representar el ciclo de la fecundidad posterior a las lluvias, que en la costa peruana está relacionada con la variación cíclica de la temperatura de las aguas marinas.[cita requerida] La evaporación es atrapada en las regiones altoandinas, y el agua regresa formando ríos hacia la costa y el océano.
- En la escultura se le puede observar ya a una deidad encarnando una funcionalidad estatal, validando el poder de una elite: Con un báculo, y una forma totalmente humanoide, con el rostro severo y con colmillos de felino.

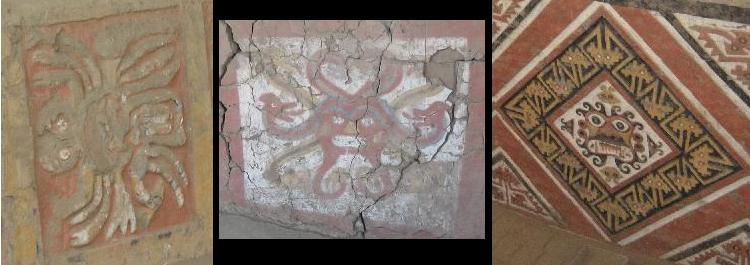
Diversas imágenes que han sido atribuidas como representaciones del personaje de cinturones de serpientes. En la izquierda con forma arácnida, en la figura del medio se pueden ver dos serpientes que brotan de su cabeza, en la figura de la derecha se aprecia la representación más conocida en un muro de la Huaca de la Luna

Es justamente a propósito de la iconografía de la Huaca de la Luna, que Makowski presenta sus propuesta de que en realidad se trata de dos personajes iconográficos:

Las evidencias [...] sugieren que los relieves y los murales policromos de la Huaca de la Luna representaban no a una sola, sino a dos divinidades: al Mellizo Marino (las caras frontales en relieve dentro de escaques) y al Guerrero del Búho en su manifestación figurativa de la divinidad de serpientes monstruosas (murales, Campana & Morales, 1997, Fig. 43 y p. 101). El cercano parentesco entre ambos es innegable y efectivamente se presta a confusiones. Los dos seres sobrenaturales comparten una serie de rasgos, aspectos y actuaciones. Se los representa: bajo el arco bicéfalo, con o sin olas [...]; bajo el cielo estrellado [...]; luciendo una camiseta recubierta con placas rectangulares de metal y flecos triangulares; con un tocado semi-circular; como portadores de plantas cosechadas; como combatientes teniendo por adversario al Mellizo Terrestre o a algún ser sobrenatural de menor rango [...]; como vencedores en un duelo, con la cabeza cortada del adversario y cuchillo [...]; como titulares de una ofrenda de coca [...]; como titulares de una ofrenda de conchas tropicales Strombus sp., la que está presentada respectivamente por la Iguana mítica al Mellizo Marino, y por el Mellizo Terrestre al Guerrero del Búho [...].
El vestido y el repertorio de encarnaciones zoomorfas ayudan a distinguir entre el uno y el otro. El Guerrero del Búho ostenta el traje de jefe guerrero con el faldellín, el protector coxal, el pectoral, el collar de grandes cuentas. El taparrabo, la camiseta y el cinturón de serpientes es el vestido típico del Mellizo Marino. Ropa similar lucen guerreros de menor rango en las escenas de combate. El Guerrero del Búho adopta la apariencia del ave nocturna y/o se rodea de serpientes monstruosas. El Mellizo Marino permanece por lo general bajo la forma humana y ocasionalmente adquiere la forma del ave acuática.
Krzysztof Makowski (2003, p. 372, cursivas del original)

## Culto
Rafael Larco Hoyle planteó que este personaje habría sido la divinidad principal del panteón moche, que habría ocupado un lugar como divinidad creadora y sustentadora del mundo. La interpretación de Larco ha sido modernamente calificada como postulando un monoteísmo o algo parecido a este. Se ha planteado que, en su etapa estatal, el personaje de los cinturones de serpientes habría sido el motivo de sacrificios humanos, en los que los prisioneros de guerra eran decapitados y la cabeza era ofrecida a la deidad.[cita requerida]